# Тимонькін Борис Владиславович
Борис Владиславович Тимонькін (нар. 1 серпня 1951, м. Київ) — голова Правління «Укрсоцбанк» (2001 — 2013), голова Ради Фондової біржі ПФТС (з 2002), голова ради асоціації «Незалежна асоціація банків України», член наглядової ради “Брокбізнесбанк” (2013-2014), заступник голови наглядової ради UniCreditBank, Україна (2013-2014).

## Життєпис
Борис Тимонькін у 1973 році закінчив Київський інститут народного господарства (зараз КНЕУ). У 1980 році захистив дисертацію та отримав вчений ступень кандидата економічних наук. 
З 1990 року посідав керівні посади у фінансових організаціях.  
З 1993 року — керівник Київської філії Першого українського міжнародного банку (ПУМБ). 
З 1994 року — начальник комерційного управління ПУМБ, з червня цього року — заступник голови правління банку. На початку банківської кар‘єри стверджував, що найбільшою проблемою країни є інфляція , та намагався змінювати ставлення населення до банків. Був прихильником американської системи державної влади і наголошував що лише президент мусить бути головою виконавчої влади з прямим підпорядкуванням йому міністрів та голов держкомітетів. Підтримував необхідність налагодження співпраці з Заходом і покращення репутації України. Заявляв про необхідність налагодження співпраці з Заходом і покращенням репутації України.
З квітня 2001 року по липень 2013 року — голова правління АКБ «Укрсоцбанк». У 2001 — 2008 був заступником голови наглядової ради Міжрегіонального фондового союзу (МФС) — першого українського комерційного депозитарію цінних паперів. Після злиття МФС з Національним депозитарієм, та утворення Всеукраїнського депозитарію — член ради (2008 — 2011).    
У 2002 — 2013 роках — голова ради Першої фондової торговельної системи (ПФТС).     
У 2005 виступив одним з ініціаторів та засновників Першого всеукраїнського бюро кредитних історій. З того часу — голова наглядової ради організації.    
У 2007 році 95% акцій Укрсоцбанку було куплено міжнародною банківською групою UniCredit за більш ніж 2,5 млрд. USD. Продовжив працювати на посаді CEO та голови правління банку до 2013 року.
У 2013 перейшов до групи компаній СЄПЕК С. Курченка. Працював членом наглядової ради АКБ Брокбізнесбанк у 2013 році.    
Водночас був обраний та у 2013 — 2014 працював заступником голови наглядової ради UniCreditBank, Україна.    
У лютому 2014 виїхав з України на лікування онкозахворювання.    
У зв‘язку з розслідуванням кримінальної справи по групі компаній СЄПЕК, оголошений у розшук МВС України. У 2015 році затриманий в аеропорту Берліна по запиту України до Інтерполу. Через місяць був звільнений з під арешту у зв’язку зі станом здоров’я. У 2017 році Верховний Суд землі Бранденбург відмовив Україні в екстрадиції.    
На запит Генеральної прокуратури України у серпні 2016 дав згоду на допит співробітниками ГПУ. В ході допиту заявив про непричетність до інкримінованих злочинів і відмовився підписати угоду зі слідством про повне визнання провини в обмін на звільнення від основного покарання у вигляді позбавлення волі з випробувальним терміном на 1 рік. Стверджував, що працював у «білому» секторі.
Знятий з міжнародного розшуку Інтерполом у 2018 році. Проживає та працює у Берліні.    
Досягнення на посаді голови правління Укрсоцбанку (2001 — 2013)
Борис Тимонькін з колегами перетворили «Укрсоцбанк» на одного з лідерів українського ринку:    
2001 рік — «Укрсоцбанк» отримав звання «Банк року 2001» в Україні за версією журналу «The Banker».    
2004 рік — «Укрсоцбанк» став першим банком в Україні — членом найбільшої в світі факторингової асоціації Factors Chain International (FCI).    
2005 рік —  «Укрсоцбанк» увійшов до трійки банків-лідерів з кредитування фізичних осіб, а також до п‘ятірки банків, що емітували найбільшу кількість карток  MasterCard i Visa.     
2007 рік — «Укрсоцбанк» увійшов до ТОП-3 банків переможців у конкурсі «MasterCard Банк року» та піднявся на другу сходинку в іпотечному рейтингу банків України, також банк визнано найкращим споживчим банком країни у 2006.     
2008 рік —  продаж контрольного пакета акцій «Укрсоцбанку» UniCreditBank Austria AG. Відповідно до рейтингу журналу «Експерт» банк  одержав найвищий рейтинг надійності.     
2009 рік — «Укрсоцбанк» визнано переможцем у номінації «Найкращий банк в Україні» від журналу «The Banker». Також «Укрсоцбанк» став одним з двох вітчизняних банків,  що увійшли до ТОП-500 найбільших світових фінансових компаній за вартістю бренду , складеного агентством Brand Finance.     
2010 рік — згідно з дослідженням журналу «Експерт», увійшов у групу найнадійніших банків України за результатами 2009 року.     
2013 рік — ПАТ Укрсоцбанк та ПАТ «Унікредит Банк» юридично об'єднано в один банк із назвою Unicredit Bank (Україна).     

## Відзнаки і нагороди
- Людина року 2003, 2004 та 2005 років у категорії “Фінансист року”.[6][7]
- Банкір номер один за підсумками 2007 року за підсумками рейтингу ТОП-100.
- Переможець в номінації «Банкір року — 2007» конкурсу «MasterCard Банк року».
- Володар почесного диплома рейтингу «ТОП-100. Найкращі топ-менеджери України» від «Інвестгазети» в номінації «Найкращий топ-менеджер комерційного банку».
- Орден «За заслуги» 3-го ступеня та «Почесна грамота КМ України.

## Сімейний стан
Одружений, має шість дітей.